# バイロイト郡
バイロイト郡 (ドイツ語: Landkreis Bayreuth)は、ドイツ連邦共和国バイエルン州オーバーフランケン行政管区の北東部に位置する郡。隣接する郡は、北西にリヒテンフェルス郡、北にクルムバッハ郡およびホーフ郡、東にヴンジーデル・イム・フィヒテルゲビルゲ郡、ティルシェンロイト郡、南にノイシュタット・アン・デア・ヴァルトナープ郡、アンベルク＝ズルツバッハ郡およびニュルンベルガー・ラント郡、そして西にフォルヒハイム郡とバンベルク郡がある。

## 地理
郡の領域は、その南部と西部に、フレンキシェ・シュヴァイツを含んでいる。この辺りには、トイフェルスヘーレ（悪魔の洞穴）やゾフィーエンヘーレ（ゾフィーの洞穴）をはじめとする多くの洞穴が点在している。郡域中部はオーバーマイン丘陵地が占める。この名称は、ここを流れる赤マイン川に由来する。この川はバイロイトの南部から湧出して北西方向に向かって流れ下り、クルムバッハの西で白マイン川と合流してマイン川となる。東部には、フィヒテル山地の一部がある。この中にあるシュネーベルク山は、標高960mで、郡内で最も高い場所である。

## 歴史
今日の郡域は、1803年までは、バイロイト辺境伯領の一部であった。その後一時的なフランス統治を経て、1810年にバイエルン王国領となった。1804年にはすでにポッテンシュタイン地方裁判所が設けられており、1812年にバイロイト、ペグニッツ、ヴァイデンベルクにそれぞれ地方裁判所管区が設置された。この時のペグニッツ裁判所の所在地は1842年までシュナーベルヴァイトにあった。1812年の時点ですでにバイロイトは郡直接市となっている。各地方裁判所管区とバイロイトは初め、オーバーマイン郡に、1838年からはオーバーフランケン郡に属した。
1862年、ペグニッツ地方裁判所管区とポッテンシュタイン同管区からペグニッツ管区庁が、バイロイト地方裁判所管区とヴァイデンベルク同管区からバイロイト管区庁が創設された。両管区庁は1939年から「郡」と名称を変更した。
1972年のバイエルン州の自治体再編により、バイロイト郡とペグニッツ郡の大部分、それにミュンヒベルク郡の一部（現在の郡北東部ゲフレース市）、エーベルマンシュタット郡の一部（西部のアウフゼス）、クルムバッハ郡の一部（北部バート・ベルネックの領域）、エッシェンバッハ・イン・デア・オーバープファルツ郡の一部（南部ペグニッツ市内ペンツェンロイト地区）から新たにバイロイト郡が設立された。バイロイト市自身は、郡独立市でありながら拡大バイロイト郡の郡庁所在地となった。その後いくつかの市町村合併があり、バイロイト郡の郡域は拡大した。

## 交通
1848年に開通したものの、郡内にはファルス駅（ゲフレース市）があるのみだったルートヴィヒ南北鉄道に沿って、1853年ノイエンマルクト - バイロイト鉄道が開業した。10年後の1863年には、株式会社バイエルン東部鉄道がヴァイデンからバイロイトまで運行を開始した。1877年にはバイエルン国営鉄道が初めてニュルンベルクからペグニッツを経由し、1878年からはシュナーベルヴァイトを経由しマルクトレドヴィッツに至る幹線鉄道を運行させた。この路線は、キルヒェンライバッハ（シュパイヒャースドルフ）でバイエルン東部鉄道と交差する。
世紀の変わり目頃には、バイエルン国営鉄道によってローカル路線が営業を始めた。
- 1890年: ノイゾルク - ブラント - ウンターリント（メールマイゼル）- フィヒテルベルク
- 1896年-1897年: ノイエンマルクト=ヴィルスベルク - バート・ベルネック - ビショフスグリュン
- 1896年: バイロイトHbf. - ヴァイデンベルク - ヴァルメンシュタイナハ
- 1902年: ファルス - ゲフレース
- 1904年: バイロイトHbf. - バイロイト旧市街 - ミステルガウ - ホルフェルト
- 1909年: （バイロイトHbf.） - バイロイト旧市街 - ツルナウ - クルムバッハ

（Hbf.は、Hauptbahnhofの略で、「主要駅」を示す）
こうして旅客営業路線は214kmに及んだ。しかしローカル路線は次第に廃止され、旅客運行は149kmのみが残された。廃止された路線は、以下の通り。
- 1973年: ファルス - ゲフレース (5km) および ツルナウ - アルテンプロス - バイロイト旧市街 (9km)
- 1974年: ノイエンマルクト=ヴィルスベルク - バート・ベルネック - ビショフスグリュン (12km) および バイロイトHbf. - ミステルガウ - ホルフェルト (33km)
- 1976年: ノイゾルク - ブラント - ウンターリント - フィヒテルベルク (6km)

## 行政

### 郡知事
- 1952年 - 1978年 ヨゼフ・コフト (CSU)
- 1978年 - 2008年 クラウス＝ギュンター・ディーテル (CSU)
- 2008年 - 2020年 ヘルマン・ヒュプナー (CSU)
- 2020年5月1日 -  フローリアン・ヴィーダーマン (Freie Wähler)

### 紋章
上部は、銀と青の菱形分割模様。その下部は、銀地に、金色の爪と嘴もち、翼に金のクローバー状の模様が描かれた赤い鷲。これは、ブランデンブルク家の鷲に由来し、かつてのブランデンブルク＝バイロイト辺境伯のホーエンツォレルン家を示唆している。

## 市町村
| 市 - バート・ベルネック・イム・フィヒテルゲビルゲ (Bad Berneck i.Fichtelgebirge 4,526) - ベッツェンシュタイン (Betzenstein 2,515) - クロイセン (Creußen 5,111) - ゲフレース (Gefrees 4,248) - ゴルトクローナハ (Goldkronach 3,523) - ホルフェルト (Hollfeld 4,884) - ペグニッツ (Pegnitz 13,741) - ポッテンシュタイン (Pottenstein 5,225) - ヴァイシェンフェルト (Waischenfeld 3,104) 市場町 - プレヒ (Plech 1,349) - シュナーベルヴァイト (Schnabelwaid 929) - ヴァイデンベルク (Weidenberg 5,875) 町村 - アホルンタール (Ahorntal 2,185) - アウフゼス (Aufseß 1,263) - ビントラハ (Bindlach 7,323) - ビショフスグリュン (Bischofsgrün 1,969) - エッカースドルフ (Eckersdorf 5,064) - エムトマンスベルク (Emtmannsberg 1,005) - フィヒテルベルク (Fichtelberg 1,784) - ゲゼース (Gesees 1,273) - グラースヒュッテン (Glashütten 1,362) - ハーク (Haag 956) - ハイナースロイト (Heinersreuth 3,790) - フンメルタール (Hummeltal 2,460) - キルヒェンピンガルテン (Kirchenpingarten 1,283) - メールマイゼル (Mehlmeisel 1,323) - ミステルバッハ (Mistelbach 1,518) - ミステルガウ (Mistelgau 3,946) - プランケンフェルス (Plankenfels 891) - プレビッツ (Prebitz 956) - ザイボーテンロイト (Seybothenreuth 1,302) - シュパイヒャースドルフ (Speichersdorf 5,907) - ヴァルメンシュタイナハ (Warmensteinach 2,253) 行政共同体 - ベッツェンシュタイン行政共同体（ベッツェンシュタイン、プレヒ） - クロイセン行政共同体（クロイセン、シュナーベルヴァイト、ハーク、プレビッツ） - ホルフェルト行政共同体（ホルフェルト、アウフゼス、プランケンフェルス） - ミステルバッハ行政共同体（ゲゼース、フンメルタール、ミステルバッハ） - ミステルガウ行政共同体（グラースヒュッテン、ミステルガウ） - ヴァイデンベルク行政共同体（ヴァイデンベルク、エムトマンスベルク、キルヒェンピンガルテン、ザイボーテンロイト） | 市町村に属さない地域 (190.05 km²) - ビショフスグリュンの森 (Bischofsgrüner Forst 27.00 km²) - フィヒテルベルク (Fichtelberg 21.14 km²) - ノイシュテットライン・アム・フォルストの森 (Forst Neustädtlein am Forst 7.57 km²) - ティーエルガルテンの森 (Forst Thiergarten 6.30 km²) （2005年1月1日で廃止） - グラースヒュッテンの森 (Glashüttener Forst 4.77 km²) - ゴルトクローナハの森 (Goldkronacher Forst 18.02 km²) - ハイナースロイトの森 (Heinersreuther Forst 7.61 km²) - ラングヴァイルの森 (Langweiler Wald 4.52 km²) - リンデンハルトの森北西部 (Lindenhardter Forst-Nordwest 8.31 km²) - リンデンハルトの森南東部 (Lindenhardter Forst-Südost 2.72 km²) - レーリッツの森 (Löhlitzer Wald 2.65 km²) - ノイバウの森 (Neubauer Forst-Nord 5.65 km²) - プリュル (Prüll 2.22 km²) - ファルデンシュタインの森 (Veldensteinerforst 55.60 km²) - ヴァイダッハの森 (Waidacher Forst 6.44 km²) - ヴァルメンシュタイナハの森北部 (Warmensteinacher Forst-Nord 9.53 km²) |

（括弧内の単位のない数値は2023年12月31日現在の人口、面積は2001年12月31日現在の数値）

## 引用
1. 1 2  https://www.statistikdaten.bayern.de/genesis/online?operation=result&code=12411-003r&leerzeilen=false&language=de Genesis-Online-Datenbank des Bayerischen Landesamtes für Statistik Tabelle 12411-003r Fortschreibung des Bevölkerungsstandes: Gemeinden, Stichtag (Einwohnerzahlen auf Grundlage des Zensus 2011)